# Aspergillus parasiticus
Aspergillus parasiticus är en svampart som beskrevs av Speare 1912. Aspergillus parasiticus ingår i släktet Aspergillus och familjen Trichocomaceae.  Utöver nominatformen finns också underarten globosus.